# Distorsio somalica
Distorsio somalica is een slakkensoort uit de familie van de Personidae. De wetenschappelijke naam van de soort is voor het eerst geldig gepubliceerd in 1990 door Parth.